# KV44
KV44 (англ. Kings' Valley № 44) — одна из гробниц Долины царей, хозяин которой неизвестен.

## Обнаружение
Обнаружена Говардом Картером 26 января 1901 года, вновь исследована в 1990-х годах Дональдом П. Райаном.
В момент обнаружения вход был закрыт, внутри покоились три мумии в деревянных саркофагах — Тенткерер из дома Осоркона I, Юфаа и безымянная певица Амона. Эти мумии XXII династии были перенесены сюда значительно позже после их захоронения, поскольку пространство гробницы было заполнено мусором. После очистки найдены ещё 7 мумий без саркофагов и погребальной утвари. Несколько пчелиных гнёзд под потолком указывают на то, что усыпальница некоторое время стояла открытой в древности.

## Описание
Гробница представляет собой одну небольшую, не декорированную камеру 5 × 6 метров с шахтой. Строительство гробницы датируется XVIII династией.

## Владелец гробницы
Кому предназначалась изначально гробница не известно. Основываясь на топографии и факте неосуществлённого захоронения в TT120, Элизабет Томас выдвинула предположение, что им мог быть Анен — влиятельный вельможа и жрец при Аменхотепе III, брат царицы Тии и фараона Эйе.
Однако, раскопки 1990—1991 годов показали, что ни один из найденных предметов XVIII династии не старше периода середины XVIII династии. Следовательно, не существует пока археологических свидетельств захоронения Анена в ТТ44.